# Monostori Endre
Monostori Endre (Lajosmizse, 1950. augusztus 17. –) magyar ügyvéd, politikus, országgyűlési képviselő.

## Életpályája

### Iskolái
Az általános iskolát Zombán, a középiskolát Szekszárdon végezte el. 1968-ban érettségizett a Szekszárdi Garay János Gimnáziumban. 1969–1974 között a Pécsi Tudományegyetem Állam- és Jogtudományi Karának hallgatója volt. 1976-ban ügyvédi szakvizsgát tett.

### Pályafutása
1968–1969 között előfelvételisként Cegléden teljesített sorkatonai szolgálatot. 1974–1976 között a MÁV Szombathelyi Igazgatóságán jogi előadó volt. 1974–1989 között a Magyar Jogász Szövetség tagja volt. 1976–1991 között Sárváron ügyvéd; a munkaközösség vezetője volt. 1991-től magánügyvéd.

### Politikai pályafutása
1989-től az SZDSZ tagja. 1990–1992 között a Mentelmi, összeférhetetlenségi és mandátumvizsgáló bizottság tagja volt. 1990–1998 között országgyűlési képviselő (Vas megye) volt. 1992–1994 között az Alkotmányügyi, törvényelőkészítő és igazságügyi bizottság tagja volt. 1994–1996 között az Alkotmányügyi, törvényelőkészítői, igazságügyi és ügyrendi biozttság tagja volt. 1995–1998 között a Nemzetbiztonsági bizottság tagja volt.

## Családja
Szülei: Monostori Géza magyar-történelem szakos tanár és Buday Katalin magyar-német szakos tanár voltak. Testvérei: Monostori László (1942–) tanár, Monostori Imre (1945–2021), az Új Forrás főszerkesztője és Monostori György (1953–) agronómus. Elvált, élettársa Horváth Zsuzsanna. Három lánya van: Cecília (1976–), Veronika (1979–) és Georgina (1995–).